# Lista de prefeitos de Russas
Esta é a lista de intendentes, prefeitos e vice-prefeitos do município de Russas, estado brasileiro do Ceará.
| Nº                                                                                                   | Prefeito/Intendente                                    | Partido                         | Vice-Prefeito                         | Início do mandato       | Fim do mandato          | Observações |
| 1 | Conselhos Municipais de Intendência                    | Partidos Republicanos           | —                                     | 07 de fevereiro de 1890 | 16 de abril de 1892     | Intendente eleito pela Câmara de Vereadores (eleição indireta) a cada ano: 02/1890: Antônio Pires do Nascimento; 03/1890: Alexandre de Sousa Martins; 09/1890: Manuel da Silvado Nascimento Silva; 1890: Francisco José de Sousa; 1891: Vicente do Carmo Ferreira Chaves; 03/1892: José Bernardo da Fonseca Lima; 04/1892: Francisco Ferreira de Araújo Lima |
| 2 | Francisco Ferreira de Araújo Lima                      | Partido Republicano Federalista | —                                     | 16 de abril de 1892     | 12 de agosto de 1896    | Intendente eleito pela Câmara de Vereadores (eleição indireta) |
| 3 | José Honório Nogueira de Pontes                        | Partido Republicano Federalista | —                                     | 12 de agosto de 1896    | 14 de novembro de 1900  | Intendente eleito pela Câmara de Vereadores (eleição indireta) |
| 4 | José Honório Nogueira de Pontes (2º mandato)           | Partido Republicano Federalista | —                                     | 14 de novembro de 1900  | 10 de junho de 1902     | Intendente nomeado |
| 5 | José Casimiro Delgado Perdigão                         | Partido Republicano Federalista | —                                     | 10 de junho de 1902     | 06 de outubro de 1903   | Intendente nomeado |
| 6 | Francisco Honorato Rodrigues Lima                      | Partido Republicano Conservador | —                                     | 06 de outubro de 1903   | 23 de setembro de 1904  | Intendente nomeado |
| 6 | Francisco Honorato Rodrigues Lima                      | Partido Republicano Conservador |                                       | 23 de setembro de 1904  | 19 de julho de 1907     | Intendente nomeado |
| 6 | Francisco Honorato Rodrigues Lima                      | Partido Republicano Conservador |                                       | 19 de julho de 1907     | 05 de fevereiro de 1912 | Intendente nomeado; exonerado a pedido (3º mandato) |
| 7 | Coronel José Perdigão Sobrinho                         | Partido Republicano Conservador | —                                     | 05 de fevereiro de 1912 | 20 de março de 1914     | Intendente nomeado |
| 8 | Coronel Francisco Ferreira de Araújo Lima (3º mandato) | Partido Republicano             | —                                     | 20 de março de 1914     | 27 de junho de 1919     | Intendente nomeado, faleceu no exercício da gestão |
| Criação do cargo de Prefeito na legislação cearense (Lei Estadual nº 1.190, de 05 de agosto de 1914) |                                                        |                                 |                                       |                         |                         | |
| 9 | Felipe José Santiago de Lima                           | Partido Republicano             | —                                     | 3o de junho de 1919     | 13 de fevereiro de 1920 | Nomeado pelo Presidente Estadual João Tomé de Sabóia e Silva. Exonerado a pedido. |
| 10                                                                                                   | José Ramalho de Alarcon e Santiago                     | Partido Republicano Conservador | —                                     | 13 de fevereiro de 1920 | 30 de setembro de 1926  | Nomeado pelo Presidente Estadual João Tomé de Sabóia e Silva |
| 10                                                                                                   | José Ramalho de Alarcon e Santiago                     | Partido Republicano Conservador | —                                     | 15 de novembro de 1926  | 16 de outubro de 1930   | 1º Prefeito eleito em sufrágio direto, sem concorrentes. Natural de Aracati. Destituído pelo Decreto Estadual nº 06, de Fernandes Távora. |
| 11                                                                                                   | Coronel João Ivo Xavier                                | Aliança Liberal                 | —                                     | 22 de outubro de 1930   | 16 de janeiro de 1933   | Interventor nomeado por Fernandes Távora (Estado Novo) |
| 12                                                                                                   | Ezequiel Silva de Menezes                              | PSD                             | —                                     | 16 de janeiro de 1933   | 25 de maio de 1935      | Interventor nomeado (Estado Novo) |
| 13                                                                                                   | Vicente Veloso                                         | Liga Eleitoral Católica         | —                                     | 02 de junho de 1935     | 26 de novembro de 1937  | Nomeado em 1935 e eleito em 29 de março de 1936 |
| 14                                                                                                   | Manuel Matoso Filho                                    | —                               | —                                     | 26 de novembro de 1937  | 16 de novembro de 1945  | Prefeito nomeado (Estado Novo). Natural de Apodi/RN e ex-deputado estadual. |
| - | Manuel Sales de Andrade                                | —                               | —                                     | 16 de novembro de 1945  | 10 de dezembro de 1945  | Juiz de direito da Comarca, no exercício da função |
| 15                                                                                                   | Carlos Pontes Santos Lima                              | UDN                             | —                                     | 10 de dezembro de 1945  | 02 de dezembro de 1946  | Prefeito nomeado pelo Interventor Federal |
| - | João Maciel Filho                                      | —                               | —                                     | 02 de dezembro de 1946  | 10 de fevereiro de 1947 | Prefeito interino |
| 16                                                                                                   | Coronel João Ivo Xavier (2º mandato)                   | UDN                             | —                                     | 10 de fevereiro de 1947 | 31 de dezembro de 1947  | Prefeito nomeado pelo Interventor Federal |
| 17                                                                                                   | Coronel João de Deus                                   | UDN                             | —                                     | 1º de janeiro de 1948   | 15 de março de 1951     | Prefeito eleito pelo voto popular. Venceu a disputa contra o ex-prefeito Manuel Matoso (PSD) |
| 18                                                                                                   | Raimundo Maciel Pereira                                | PSD                             | —                                     | 1º de janeiro de 1951   | 1955                    | Prefeito eleito pelo voto popular |
| 19                                                                                                   | Eliseu Ferreira Lima                                   | UDN                             | —                                     | 25 de março de 1955     | 25 de março de 1959     | Prefeito eleito pelo voto popular. Derrotou o ex-deputado José Simões dos Santos (PSD) |
| 20                                                                                                   | Gerardo Matoso de Oliveira                             | PSD                             | —                                     | 25 de março de 1959     | 25 de março de 1963     | Prefeito eleito pelo voto popular. Venceu a disputa contra José Delfino Júnior (PTB) |
| 21                                                                                                   | Coronel João de Deus (2º mandato)                      | Aliança UDN/PSD                 | Dr. Daltro Holanda (PSD)              | 25 de março de 1963     | 25 de março de 1967     | Prefeito e vice eleitos pelo voto popular. Venceu a disputa contra José Delfino Júnior (PTB) |
| 22                                                                                                   | José Martins de Santiago                               | ARENA I                         | Manuelito Maia Meirelles              | 25 de março de 1967     | 25 de março de 1971     | Prefeito e vice eleitos pelo voto popular. Venceu a disputa contra José Matoso de Oliveira (ARENA II) |
| 23                                                                                                   | Pedro Maia Rocha                                       | ARENA I                         | Aurino Estácio de Sousa               | 25 de março de 1971     | 31 de março de 1973     | Prefeito e vice eleitos pelo voto popular. Natural de Luiz Gomes/RN. Venceu a disputa contra Scipião Maia (ARENA II) |
| 24                                                                                                   | Aurino Estácio de Sousa                                | ARENA II                        | Ciríaco Matoso                        | 31 de janeiro de 1973   | 31 de janeiro de 1977   | Prefeito e vice eleitos pelo voto popular. Venceu a disputa contra Edilson Mendes (MDB) |
| 25                                                                                                   | José Martins de Santiago (2º mandato)                  | ARENA II                        | Nelzito Matoso                        | 31 de janeiro de 1977   | 31 de janeiro de 1982   | Prefeito e vice eleitos pelo voto popular. Derrotou Wellington Meirelles (ARENA I). |
| 26                                                                                                   | Dr. Zilzo Leandro Evangelista                          | PDS III                         | Francisco Agaci Fernandes da Silva    | 1 de fevereiro de 1983  | 31 de dezembro de 1988  | Prefeito e vice eleitos pelo voto popular. Derrotou Francisco de Assis Bezerra (PDS II), Aurino Estácio (PDS I) e José Xavier Lopes (MDB). |
| 27                                                                                                   | Dr. Francisco de Assis Bezerra Nunes                   | PMB                             | Scipião Maia Scipião                  | janeiro de 1989         | dezembro de 1992        | Prefeito e vice eleitos pelo voto popular. Natural de Jaguaruana/CE. Venceu Maria de Lourdes da Silva (PTB) e José Martins de Santiago (PL) |
| 28                                                                                                   | Francisco Agaci Fernandes da Silva                     | PMDB                            | José Martins de Santiago (PL)         | 1 de janeiro de 1993    | 31 de dezembro de 1996  | Prefeito e vice eleitos pelo voto popular. Venceu Zilzo Leandro (PSDB) e Raimundo Weber (PDT). |
| 29                                                                                                   | Raimundo Weber de Araújo (1º e 2º mandatos)            | PDT                             | José Valdecir Lima Nogueira (PMDB)    | 1 de janeiro de 1997    | 31 de dezembro de 2000  | Prefeito e vice eleitos pelo voto popular. Venceu Francisco Aurino Estácio (PPS), Zilzo Leandro (PPB) e Antônio Deusimar Leite Martins (PT) |
| 29                                                                                                   | Raimundo Weber de Araújo (1º e 2º mandatos)            | PSD                             | Zilzo Leandro Evangelista (PPB)       | 1 de janeiro de 2001    | 31 de dezembro de 2004  | Prefeito reeleito pelo voto popular. Venceu Francisco Agaci Fernandes (PMDB), João Bosco Paz Rebouças (PSDB) e Marta Dantas Nunes (PT) |
| 30                                                                                                   | Raimundo Cordeiro de Freitas (1º e 2º mandatos)        | PSDC                            | Zilzo Leandro Evangelista (PP)        | 1 de janeiro de 2005    | 31 de dezembro de 2008  | Prefeito e vice eleitos pelo voto popular |
| 30                                                                                                   | Raimundo Cordeiro de Freitas (1º e 2º mandatos)        | PSDB                            | Dr. Paulo Augusto Campelo Bessa (PTB) | 1 de janeiro de 2009    | 31 de dezembro de 2012  | Prefeito reeleito pelo voto popular |
| 31                                                                                                   | Raimundo Weber de Araújo (3º e 4º mandatos)            | PRB                             | Gerardo Magela Maia Estácio (PRP)     | 1 de janeiro de 2013    | 31 de dezembro de 2016  | Prefeito e vice eleitos pelo voto popular |
| 31                                                                                                   | Raimundo Weber de Araújo (3º e 4º mandatos)            | PRB                             | Gerardo Magela Maia Estácio (PSB)     | 1 de janeiro de 2017    | 31 de dezembro de 2020  | Prefeito e vice reeleitos pelo voto popular |
| 32                                                                                                   | Sávio Gurgel Nogueira (1º e 2º mandatos)               | PDT                             | Márcio Carvalho Sombra (PL)           | 1 de janeiro de 2021    | 31 de dezembro de 2024  | Prefeito e vice eleitos pelo voto popular |
| 32                                                                                                   | Sávio Gurgel Nogueira (1º e 2º mandatos)               | PSB                             | Guilherme Cordeiro da Costa (PDT)     | 1 de janeiro de 2025    | Atualidade              | Prefeito reeleito pelo voto popular |